# Epic Fest
Epic Fest er en årlig musikfestival afholdt i Roskilde, Danmark, med fokus på power metal og fantasy metal. Festivalen blev grundlagt i 2023.

## Historie

### Chapter 1: Dawn of the Dragon Age
Den første udgave af Epic Fest, kaldet Chapter 1: Dawn of the Dragon Age, fandt sted den 14.-15. april 2023 på spillestedet Gimle i Roskilde. Festivalen bød på bands som Blind Guardian, Rhapsody of Fire og Dream Evil, samt fremadstormende danske metalgrupper som Lastera og Iron Fire. Festivalen blev etableret for at give en scene til både legendariske og nye kunstnere inden for power metal-genren. 

### Epic Fest - Chapter 2: Rise of the Raven Beast
Efter en vellykket debut voksede festivalen i 2024 med Chapter 2, afholdt den 12.-13. januar. Festivalen udvidede sig med en ekstra scene, King Roar’s Hall, ved siden af hovedscenen på Gimle. Lineuppet inkluderede hovednavne som Beast in Black, Gloryhammer og Orden Ogan, samt første danske optræden af Brothers of Metal og Skiltron. Festivalens unikke atmosfære blev yderligere forstærket af rollespilsaktiviteter, Dungeons & Dragons-sessions og middelalderinspireret udsmykning. 

### Epic Fest 2025: Chapter 3 – The Battle of Beasts
Den tredje udgave af festivalen, Chapter 3: The Battle of Beasts, finder sted den 4.-5. april 2025 og vil fortsat benytte både King Roar’s Hall og Gimle som spillesteder. Lineuppet inkluderer en række prominente internationale og danske metalnavne, herunder Stratovarius, Wind Rose, Fabio Lione’s Dawn of Victory samt danske Royal Hunt. 

## Eksterne links
- Officiel Facebook-side
- Officiel Instagram-profil